# Issay Dobrowen
Issai Aleksàndrovitx Dobrovein, rus: Исай Александрович Добровейн, nascut Ítskhok Zórakhovitx Barabéitxik, rus: И́цхок Зо́рахович Барабе́йчик, conegut habitualment com a Issay Dobrowen (Nijni Nóvgorod, 27 de febrer de 1891 – Oslo, 9 de desembre de 1953) fou un pianista, compositor i director d'orquestra rus naturalitzat noruec.

## Biografia
Va estudiar al Conservatori de Moscou, on va tenir com a mestres, entre d'altres, a Konstantín Igúmnov (piano) i Serguei Tanéiev (composició) i s'hi va graduar amb una medalla d'or.
Després va anar a Viena per estudiar amb Leopold Godowsky i es va traslladar a París després de menys d'un any. Allà va pertànyer al cercle d'exiliats russos al voltant de l'escriptor Maksim Gorki però va tornar a Moscou al cap de mig any. Aquí va actuar sota la direcció de directors com Serge Koussevitzky i Nikolai Malkó, va tocar en un trio amb Gregor Piatigorsky i Mischa Mischakoff i va acompanyar ocasionalment el famós Fiódor Xaliapin. Com a pianista i compositor de música dramàtica, va treballar al teatre Stanislavski (Teatre d'Art de Moscou ). El 1920 va interpretar la Sonata Appassionata de Beethoven per a un entusiasta Vladímir Lenin
Va ensenyar entre 1917 i 1921 al Conservatori Filharmònic de Moscou. Va aparèixer per primera vegada com a director d'orquestra el 1918. L'any següent, va dirigir una actuació de Borís Godunov al Teatre Bolxoi, amb Xaliapin en el paper titular i va tenir un compromís permanent com a director d'orquestra. Després que el seu contracte no es renovés el 1922, va emigrar a Dresden amb la seva família. Dobrowen va dirigir la primera representació alemanya de Borís Godunov a la Semperoper de Dresden.
Al començament dels anys trenta, la família va comprendre que Alemanya tampoc no els podia oferir un futur, per la qual cosa van decidir tornar a emigrar. Dobrowen va utilitzar el Passaport Nansen per fer una gira per Europa, però això no era pràctic i, quan va ser contractat a Oslo, Fridtjof Nansen es va assegurar que a tota la família se li concedís la ciutadania noruega. Per tant, era obvi establir-se a Noruega, cosa que van fer el 1934.
Dobrowen va dirigir l'Orquestra Filharmònica d'Oslo (1928–31), l'òpera de Sofia (1927–28), l'Orquestra Simfònica de San Francisco (1931–34) i l'Orquestra Simfònica de Göteborg (1941–53).
Després de la invasió alemanya de Noruega el 1940, la família va haver d'emigrar per tercera vegada, aquesta cop fugint cap a Suècia i Estocolm, on Dobrowen va treballar per a la Kungliga Operen. Durant la guerra va treballar exclusivament amb orquestres sueques i va crear diverses òperes. Ingmar Bergman va dir que la posada en escena de Dobrowen va causar-li una profunda impressió.
Dobrowen va treballar amb Nikolai Médtner i Artur Schnabel, entre altres músics coneguts. Va dirigir el seu últim concert amb la Filarmònica d'Oslo el desembre de 1952. El seu darrer concert va tenir lloc el 19 de gener de 1953, quan va dirigir l'Orquestra de Stuttgart. Va morir el 9 de desembre de 1953 a Oslo als 62 anys i és enterrat al Cementiri del Nostre Salvador d'aquesta ciutat.

## Composicions
Relativament desconegut avui, va escriure música per a piano que recorda la de Serguei Rakhmàninov. L'interès per Dobrowen com a compositor ha començat a augmentar, gràcies a un reduït nombre de nous projectes de gravació, que impliquen l'edició i la col·lecció de peces orquestrals per al seu Concert per a piano en do sostingut menor, Op. 20, que ell mateix va interpretar en diversos països. A més del concert, el seu estil i orquestració recorden Médtner, Rakhmàninov i Aleksandr Scriabin. Tres de les seves sonates de piano i una sonata de violí també han aparegut en disc en els darrers temps.